# Georg Sobotka
Georg Sobotka (* 17. Januar 1886 in Wien; † 9. Oktober 1918 in Sieben Gemeinden (Italien)) war ein österreichischer Kunsthistoriker.

## Leben
Georg Sobotka stammte aus einer wohlhabenden jüdisch-wienerischen Familie. Sein Vater Ignaz Sobotka (1853–1909) und seine Mutter Hedwig (1866–1949), geborene Hauser, waren Teilhaber der Malzfabrik Hauser & Sobotka in Stadlau. Einer seiner Brüder war der Architekt Walter Sobotka (1888–1972).
Georg Sobotka studierte 1904 bis 1909 Kunstgeschichte an der Universität Wien und wurde bei Franz Wickhoff promoviert. 1907 bis 1909 war er außerordentliches Mitglied des Instituts für Österreichische Geschichtsforschung und Stipendiat am Österreichischen Historischen Institut in Rom. 1910 trat er aus der Wiener jüdischen Gemeinde aus. Von 1910 bis 1914 war er wissenschaftlicher Hilfsarbeiter an den Berliner Museen und Stipendiat am Österreichischen Historischen Institut in Rom. Er fiel am Ende des Ersten Weltkrieges als Hauptmann in einem Artillerieregiment auf der Hochebene der Sieben Gemeinden.

## Veröffentlichungen (Auswahl)
- Pietro Bernini und die Plastik in Neapel und Rom um die Wende des 16. Jahrhunderts Dissertation Wien 1909.
  - gedruckt: Pietro Bernini. In: L’arte 12, 1909, S. 401–422.
- Guido Reni. Velhagen & Klasing, Bielefeld 1914.
- Die Bildhauerei der Barockzeit. Hrsg. von Hans Tietze. Schroll, Wien 1927.